# Đêm trước Giáng sinh (Gogol)
Đêm trước Giáng sinh (tiếng Ukraina: Ніч перед Різдвом) là truyện ngắn đầu tiên trong tập hai Những buổi tối ở thôn ấp gần Dikanka của nhà văn Nikolai Gogol.

## Nhân vật
- Vakula - thợ rèn
- Oksana - con gái lão hàng xóm Choub
- Choub, Panas
- Solokha - mẹ Vakula, một phù thủy
- Con quỷ
- Puzaty Patsyuk
- Nữ hoàng Yekaterina II

## Chuyển thể
Câu chuyện nổi tiếng này đã được phổ biến rộng rãi bằng nhiều loại hình nghệ thuật khác nhau: tranh khắc gỗ, truyện tranh, sân khấu, điện ảnh...
- Chàng thợ rèn Vakula (vở opera của Pyotr Tchaikovsky, 1874)
- Đêm Giáng sinh (vở opera của Nikolai Rimsky-Korsakov, 1895)
- Đêm trước Giáng sinh (phim, 1913)
- Đêm trước Giáng sinh (hoạt hình, 1951)
- Những buổi tối ở thôn ấp gần Dikanka (phim, 1961)
- Những buổi tối ở thôn ấp gần Dikanka (phim, 2001)